# Allophylus pilosus
Allophylus pilosus là một loài thực vật có hoa trong họ Bồ hòn. Loài này được (J.F.Macbr.) A.H.Gentry mô tả khoa học đầu tiên năm 1992.